# Brother Beyond
Brother Beyond était un groupe de pop anglais qui eut un certain succès à la fin des années 1980.
Le groupe a eu une carrière éphémère puisqu'il n'a enregistré que deux albums :
- Get even (1988)
- Trust (1989)

Ils ont notamment eu du succès grâce au titre The Harder I Try produit et composé par Stock Aitken Waterman, qui ont notamment fait la gloire de Kylie Minogue à la fin des années 1980.
Le groupe s'est séparé en 1991 à la suite de la mésentente des garçons, liée notamment à des problèmes d'argent.
En 2005, The Very Best Of est édité en Angleterre; il inclut leur dernier single sorti en 1991 : The Girl I Used to Know ne figurant sur aucun album.

## Membres
- Steve Alexander (batterie)
- Carl Fish (claviers)
- Nathan Moore (chanteur)
- David White (guitare)

## Après Brother Beyond…
Nathan Moore a par la suite enregistré quelques albums au sein du groupe Worlds Apart, puis il a enregistré un duo avec Kim Wilde en 2001 If There Was Love. Il est aussi devenu manager.
Steve Alexander a travaillé avec Duran Duran pendant 6 ans, mais aussi avec Jeff Beck, et enfin il a fondé le projet « Flashmann » avec le chanteur Renn.
Carl Fysh est devenu manager pour le duo anglais Fierce Girl.
David White s'est quant à lui inscrit dans une école d'art et présente ses peintures en Angleterre et en Israël.

## Discographie

### Albums
- Get even (1988)
- Trust (1989)

### Singles
- I Should Have Lied (1986)
- How Many Times (1987) [UK Singles Chart : 62]
- Chain-Gang Smile (1987) [UK Singles Chart : 57]
- Can You Keep a Secret? (1988) [UK Singles Chart : 56]
- The Harder I Try (1988) [UK Singles Chart : 2]
- He Ain't No Competition (1988) [UK Singles Chart : 6]
- Be My Twin (1989) [UK Singles Chart : 14]
- Can You Keep a Secret? (Re-mix) (1989) [UK Singles Chart : 22]
- Drive On (1989) [UK Singles Chart : 39]
- When Will I See You Again (1989) [UK Singles Chart : 43]
- Trust (1990) [UK Singles Chart : 53]
- The Girl I Used to Know (1991) [UK Singles Chart : 48]